# Zmarli w roku 1806
Lista osób zmarłych w 1806:

## styczeń 1806
- 16 stycznia – Nicolas Leblanc, francuski chemik i lekarz, który opracował metodę otrzymywania sody ze zwykłej soli[1]

## lipiec 1806
- 26 lipca – Karoline von Günderrode, niemiecka pisarka romantyczna

## sierpień 1806
- 3 sierpnia – Michel Adanson, francuski przyrodnik szkockiego pochodzenia
- 22 sierpnia – Jean-Honoré Fragonard, francuski malarz rokokowy[2]
- 23 sierpnia – Charles Coulomb, fizyk francuski[3]

## wrzesień 1806
- 13 września – Charles James Fox, brytyjski arystokrata i polityk[4]

## październik 1806
- 19 października – Stanisław Zawadzki, architekt[5]